# Pansargranat
| Pansargranat |
| --- |
| Brittsk 381 mm (15 tum) pansargranat till örlogskanonen BL 15-inch Mk I. Del av: brisansgranater Olika brisansgranater, ordning från vänster: - Pansargranat - Halvpansargranat - Spränggranat - Mingranat |

En pansargranat, kort pgr (Engelska: armor-piercing, high-explosive, kort APHE), är en pansarbrytande granat försedd med sprängladdning och mycket tjocka granatväggar av hårdmetall (vanligen hårt stål) vilken är avsedd för bekämpning av pansrade och tungt skyddade mål, varvid granaten först genomtränger pansarskyddet och därefter briserar bakom det i syfte att nedkämpa de soldater och materiel som skyddas av pansaret.
Granaten slår igenom pansar med hjälp av kinetisk energi som bygger på granatens hårdhet, massa och anslagshastighet. Granatkroppen ska ha mycket tjocka väggar och spets med enbart ett mindre utrymme i granatens bas för verkansdel och tändrör. Mängden sprängämne är liten (2–3 % av projektilvikten), och tillsammans med de tjocka väggarna medför detta att granatens splitter blir få och stora. Spetsen är ofta försedd med en pansarkapp av mjukare metall och en ballistisk hätta av plåt. Kappen bidrar till att hålla ihop penetratorn och minska risken för avglidning vid sneda anslagsvinklar (se sluttande pansar).
Typen har begränsad användning inom dagens krigsväsen och används inte för bekämpning av tunga pansarmål som stridsvagnar. Typen har ersatts inom pansarvärn av pilprojektiler och pansarvärnsrobotar. Typen används dock i mindre utsträckning mot lätt pansrade mål, då vanligen i mellankalibriga automatkanoner, men typen håller på att försvinna i helhet. Pansargranater med större sprängladdning, så kallade halvpansargranater, är dock fortfarande någorlunda vanliga.
Historisk har pansargranater sett stor användning inom sjöstrid, framförallt under första och andra världskriget. Typen hade även en storhetstid inom pansarvärn under andra världskriget, men började aktivt att ersättas av underkalibriga projektiler och pansarspränggranater under kalla kriget på grund av undermålig genomslagsförmåga.

## Genomskärningar av diverse pansargranater
- Marin pansargranat med spårljus
(1): ballistisk hätta
(2): pansarkapp
(3): granatkropp
(4): verkansdel
(5): gördel
(6): tändrör (basrör)
(7): spårljushylsa
- Tysk 75 mm panzergranate 39 från 1939.
(7): ballistisk hätta
(6): pansarkapp
(5): granatkropp
(4): verkansdel
(3): gördel
(2): basskruv
(1): basrör med spårljus

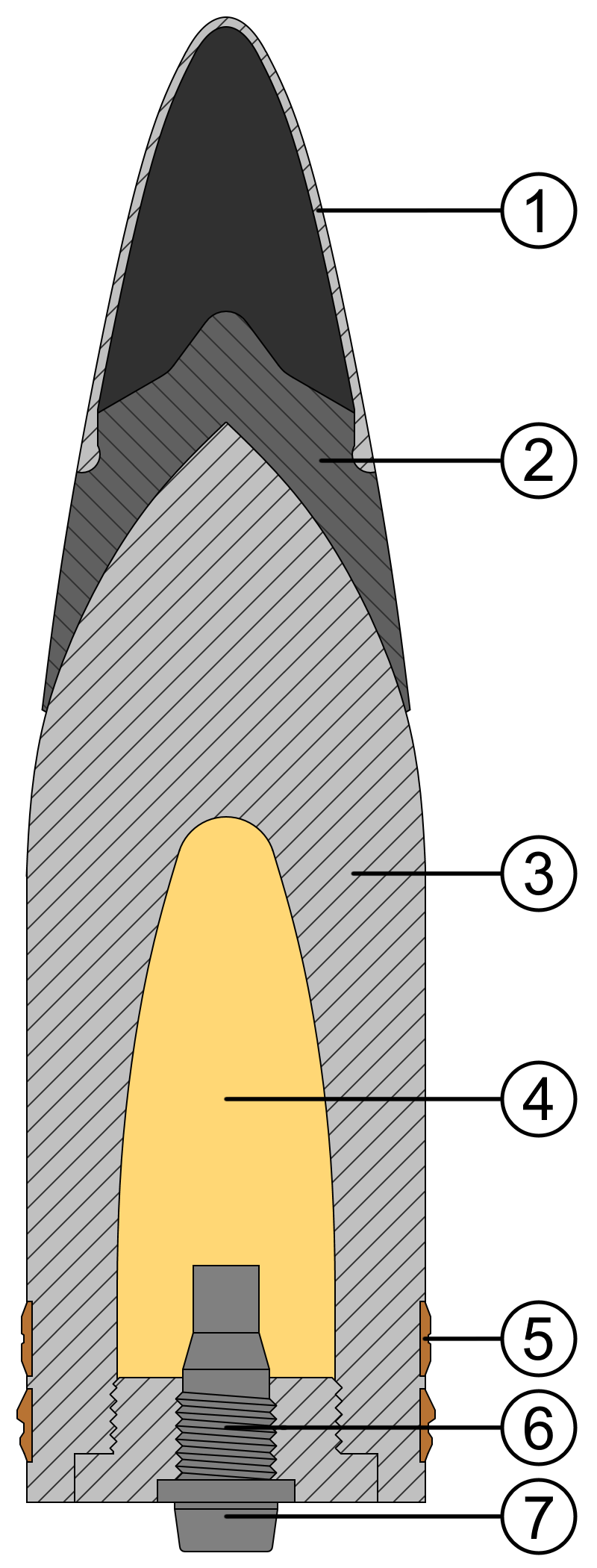
Marin pansargranat med spårljus (1): ballistisk hätta (2): pansarkapp (3): granatkropp (4): verkansdel (5): gördel (6): tändrör (basrör) (7): spårljushylsa
Tysk 75 mm panzergranate 39 från 1939. (7): ballistisk hätta (6): pansarkapp (5): granatkropp (4): verkansdel (3): gördel (2): basskruv (1): basrör med spårljus
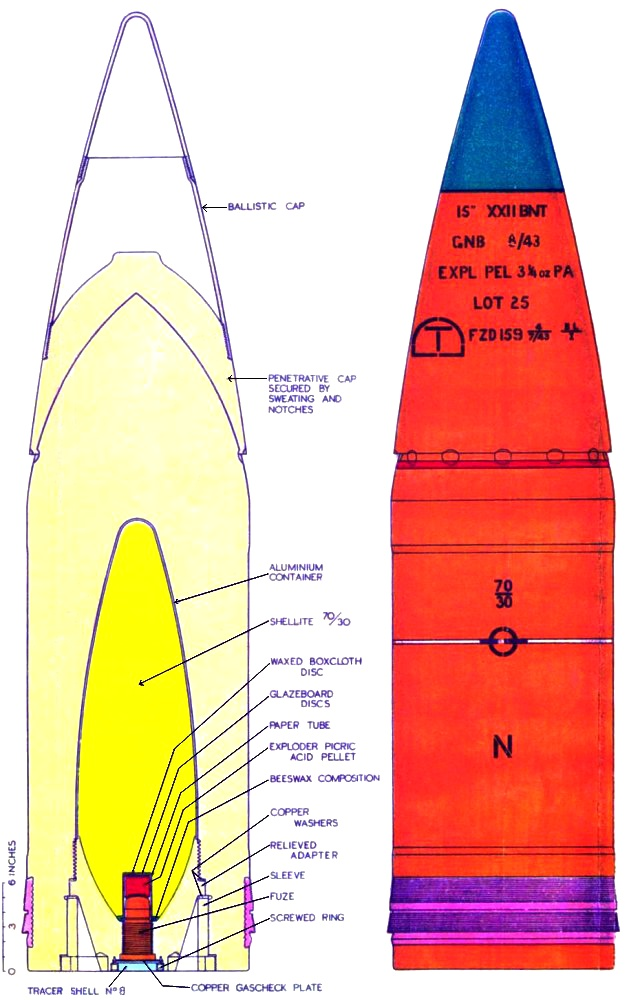
Brittisk 381 mm pansargranat för örlogskanonen "BL 15 inch Mk. I" från 1943, försedd med ballistisk hätta, pansarkapp och spårljus.
Japansk 460 mm marin pansargranat modell Typ 91 (1931). Denna användes hos huvudkanonerna på slagskeppen Yamato och Musashi under andra världskriget.